# Prosiměřice
Prosiměřice (německy Prossmeritz) jsou městys v okrese Znojmo v Jihomoravském kraji. Žije zde 868 obyvatel. Součástí městysu je také vesnice Bohunice.

## Historie
První písemná zmínka o obci pochází z roku 1226 (in Prozimiriz). Obec povýšil na městys císař Ferdinand I. roku 1540. Za první republiky byla většina obyvatelstva německé národnosti, škola spadala pod německou inspekci ve Znojmě. V letech 1945–1946 bylo odsunuto 80 % obyvatelstva a obec dosídlena Čechy. V roce 1948 byla k Prosiměřicím přičleněna vesnice Bohunice.

## Obyvatelstvo
| Rok            | 1869 | 1880 | 1890 | 1900 | 1910 | 1921 | 1930 | 1950 | 1961 | 1970 | 1980 | 1991 | 2001 | 2011 | 2021 |
| -------------- | ---- | ---- | ---- | ---- | ---- | ---- | ---- | ---- | ---- | ---- | ---- | ---- | ---- | ---- | ---- |
| Počet obyvatel | 753  | 830  | 796  | 779  | 737  | 746  | 759  | 504  | 563  | 519  | 545  | 597  | 737  | 799  | 849  |
| Počet domů     | 161  | 166  | 170  | 177  | 180  | 180  | 201  | 147  | 128  | 118  | 140  | 163  | 180  | 211  | 231  |

## Správa městyse
Dne 10. října 2006 byl obci vrácen status městyse.

### Symboly městyse
Vlajka byla městysi udělena rozhodnutím předsedy Poslanecké sněmovny Parlamentu České republiky dne 14. března 2002.

## Pamětihodnosti
- Kostel svatého Jiljí
- Zvonička v Bohunicích
- Kaplička v Bohunicích
- Pranýř na návsi
- Socha svatého Jana Nepomuckého
- Socha svatého Vavřince

## Galerie

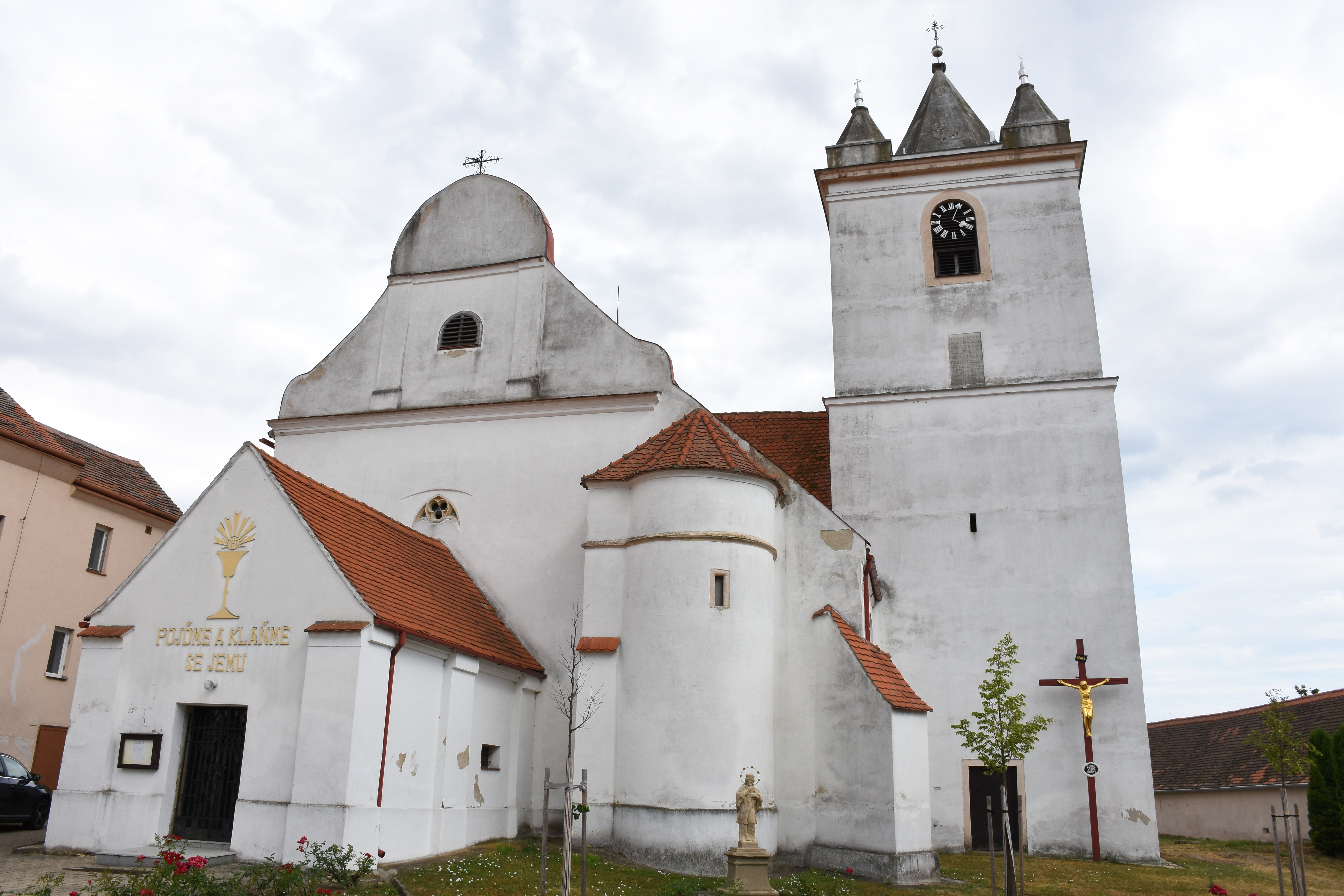
Kostel svatého Jiljí
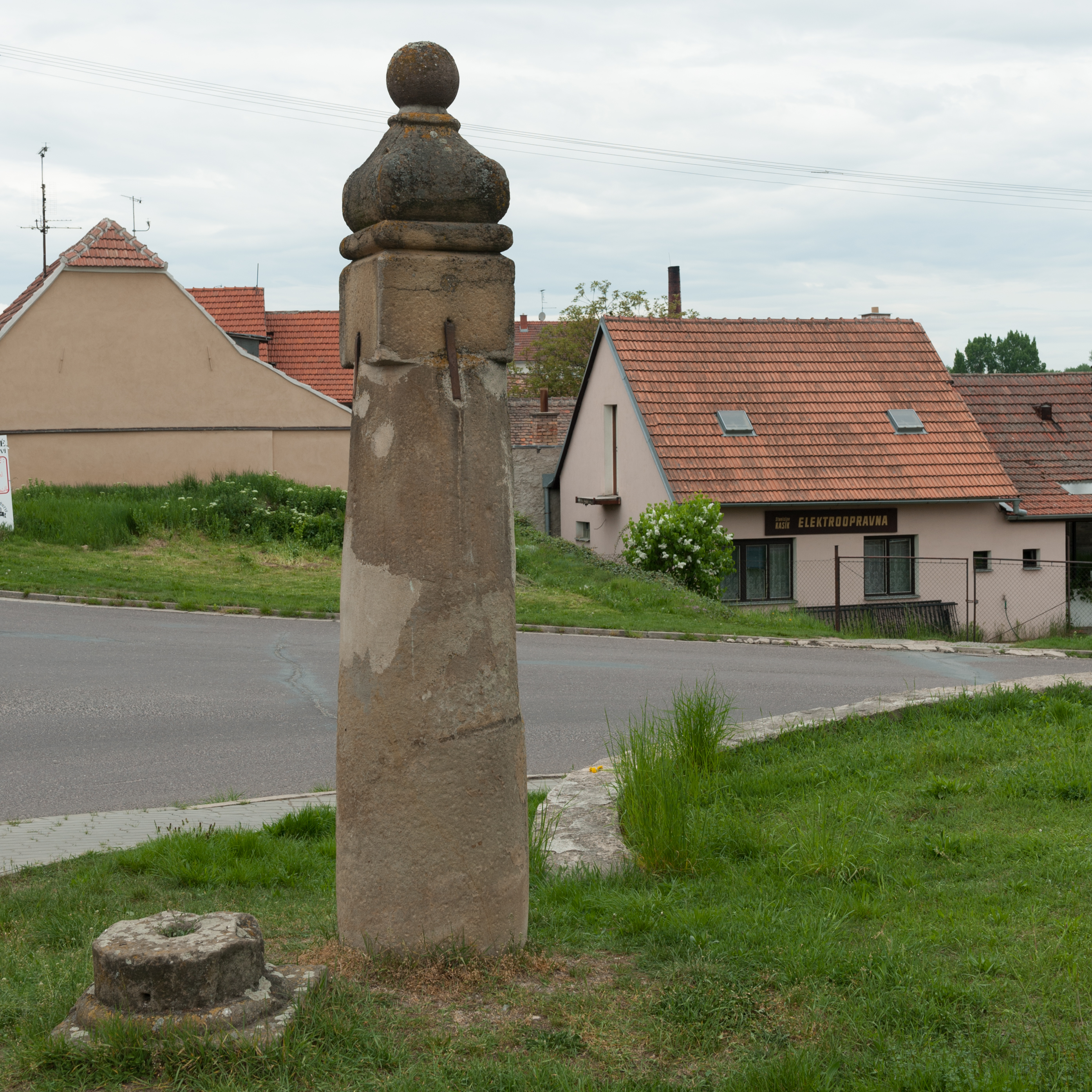
Pranýř
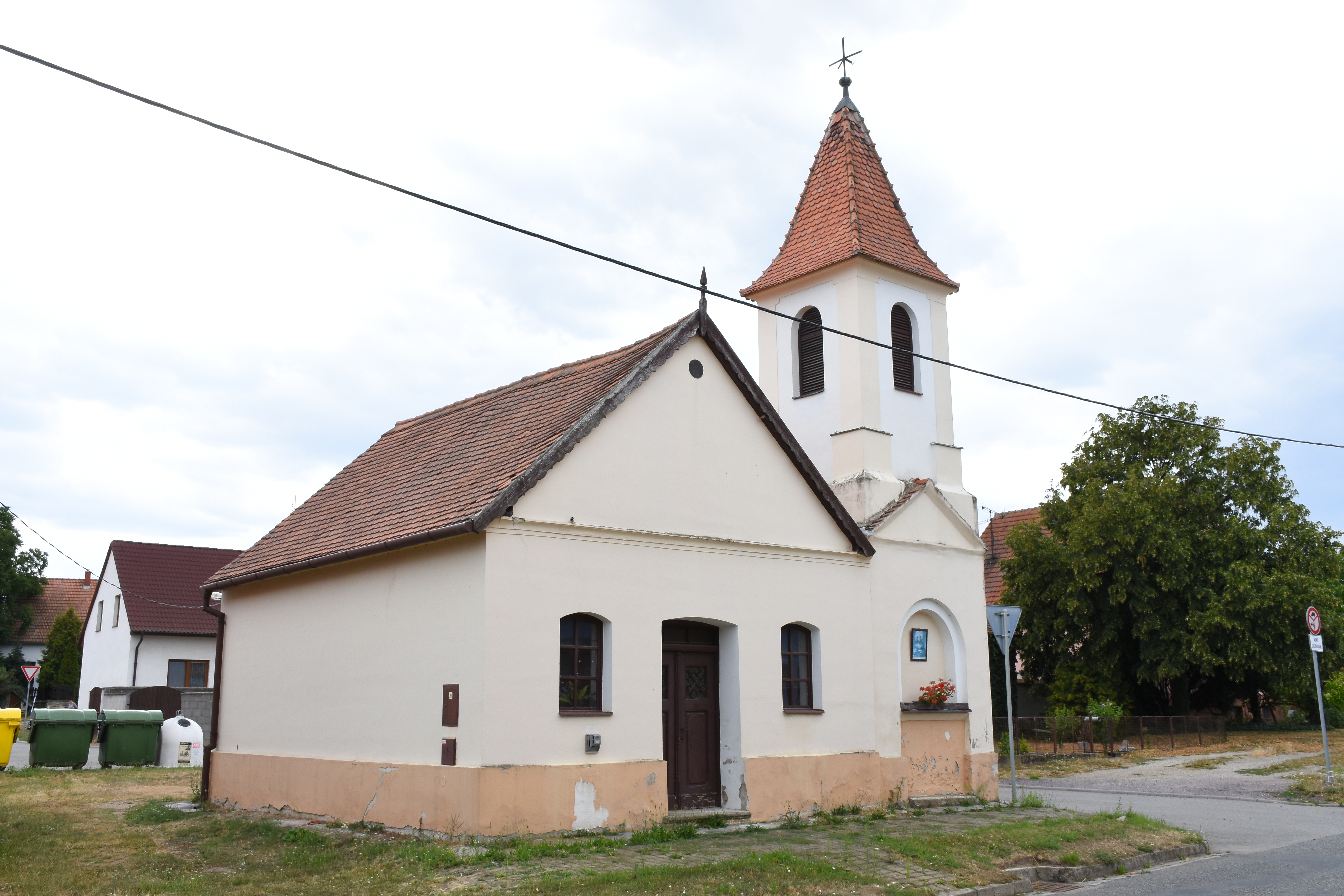
Zvonice
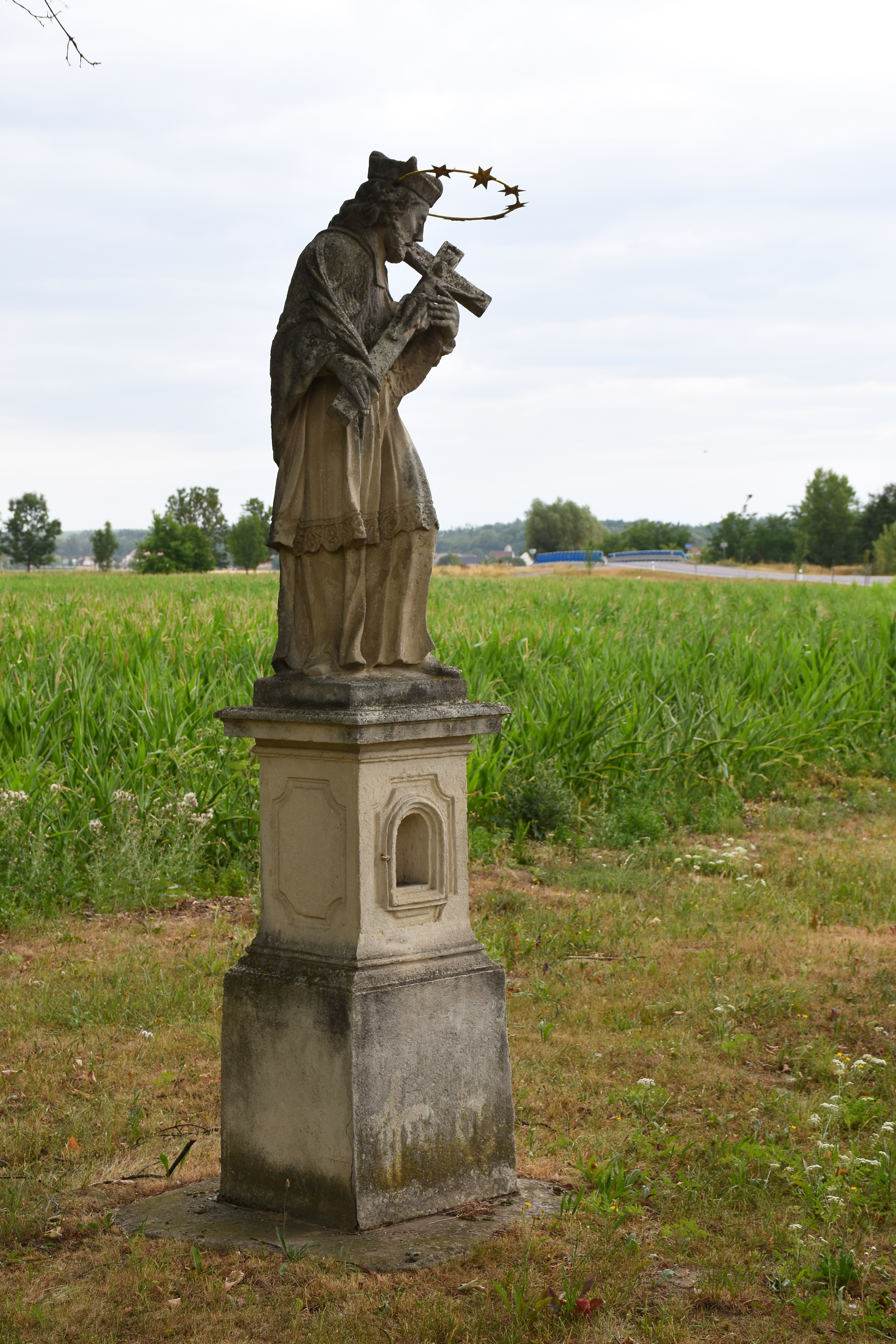
Socha svatého Jana Nepomuckého